# Dorfman-Steiner-Theorem
Das Dorfman-Steiner-Theorem ist ein Theorem der neoklassischen Theorie, welche das optimale Werbebudget angibt, welches ein Unternehmen unterhalten sollte.
Das Theorem ist nach Robert Dorfman und Peter O. Steiner benannt, welche das Theorem 1954 in ihrem vielzitierten Artikel im American Economic Review beschrieben.  Unternehmen können demnach ihre Verkäufe erhöhen, indem sie entweder den Stückpreis verringern oder ihr Werbebudget erhöhen. Das Optimum liegt da, wo das Verhältnis von Werbebudget zum Umsatz gleich dem Verhältnis der Werbeelastizität zur Preiselastizität ist.